# Jodlovanje
Jodlovanje ili jodlanje, način je pevanja s brzim i uzastopnim izmenama visine tona između tzv. prsnoga registra i registra glave (tzv. falseta).
Naziv dolazi od nemačke reči jodeln (izvorno austrobavarski jezik), što znači "izreći slog jo". Ta vokalna tehnika prisutna je u mnogim kulturama širom sveta, ali dominira u alpskim zemljama.
Američki kantri pjevač Riley Puckett na svom albumu 1924. imao je i jodlovanje. Godine 1928. Jimmie Rodgers objavio je svoju prvu pesmu s jodlovanjem i tako pomogao popularizaciju jodlovanja u SAD-u. Popularnost jodlovanja u SAD-u dosegla je vrhunac do 1940, a od 1950. postala je rijetkost.
Ipak, pored svega, jodlovanje je prastara nemačka tradicija koja se najviše praktikuje prilikom planinarenja na Alpe, i dan danas predstavlja sastavni i izuzetno prepoznatljivi deo nemačke oralne tradicije.

## Literatura
- – from Switzerland to the avant-garde, an exhaustive survey of the field.

## Spoljašnje veze
Mediji vezani za članak Jodlovanje na Vikimedijinoj ostavi